# Pont Oboukhov

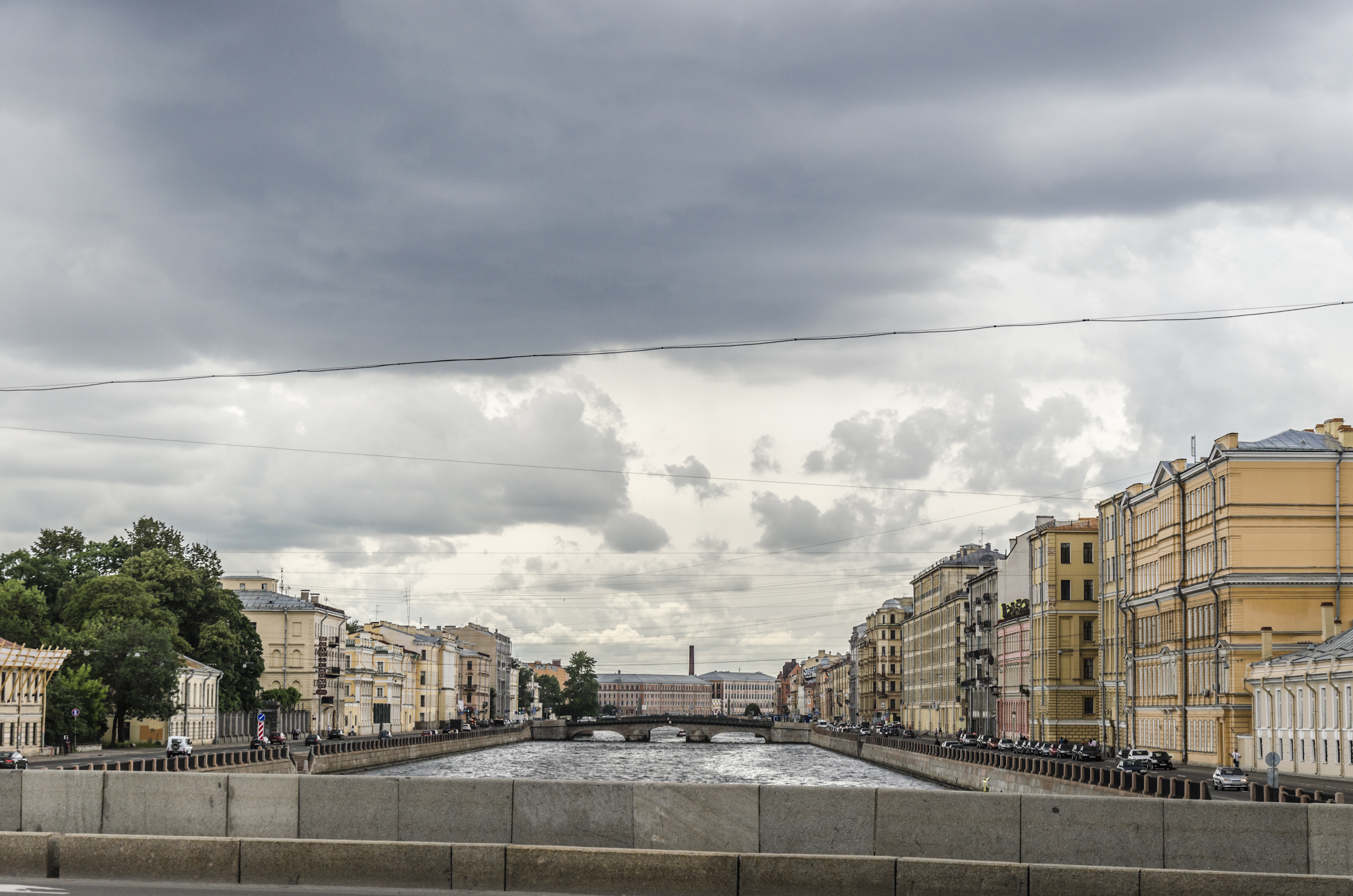
La rivière Fontanka vue du pont Oboukhov.

Le pont Oboukhov ou pont Oboukhovski (en russe : Обуховский мост) est un pont de Saint-Pétersbourg, en Russie. Il relie la perspective Moskovski à travers la rivière Fontanka.
Il a été initialement construit comme un pont de pierre en 1785-1786 pour remplacer un pont de bois datant de 1717, et a été nommé d'après le constructeur. Il a été sensiblement modifié en 1865, et de nouveau en 1938-1940.

## Dans la littérature
Le pont est mentionné à la fin de la nouvelle de Nicolas Gogol, Le Manteau. Le personnage principal, Akaki Akakievitch - un greffier -  est accusé de rumeurs le faisant apparaître comme un fantôme près du pont Kalinkine, à la recherche de son manteau volé, et après le dénouement de l'histoire, il est vu en train de marcher sur le pont Oboukhov et disparaître à travers l'obscurité de la nuit.